# جورج روبنسون (لاعب كرة قدم أمريكية)
جورج روبنسون (بالإنجليزية: George Robinson)‏ هو لاعب كرة قدم أمريكية أمريكي، ولد في 10 أكتوبر 1986.